# Павол Шорал
Павол Шорал (словац. Pavol Šoral, 18 січня 1903 — 29 серпня 1977) — чехословацький футболіст, що грав на позиції нападника.

## Кар'єра
Грав за «Братиславу» в 1924—1934 роках. У національній збірній Чехословаччини дебютував 28 жовтня 1929 року в грі проти Югославії (4:3), ставши першим словацьким гравцем, який зіграв за збірну. Проти Югославії він також зіграв свій другий і останній матч за збірну Чехословаччини в 1931 році, який завершився з рахунком 1:2 на користь суперників.
Закінчив кар'єру після серйозної травми ноги в 1934 році.